# 4193 Salanave
4193 Salanave (1981 SM1) là một tiểu hành tinh vành đai chính được phát hiện ngày 16 tháng 9 năm 1981 bởi Brian A. Skiff và Norman G. Thomas ở trạm Anderson Mesa thuộc Đài thiên văn Lowell.